# When I Can't Sleep
When I Can't Sleep je druhé EP od Plus Mínus. Obsahuje čtyři písně, z toho tři slovenské a jednu anglickou. Titulní skladba a píseň Samostatný byly nově nahrané i na albu Najvyšší čas.
Album vyšlo jako split CD s finskou kapelou Flipin Beans.

## Seznam skladeb[3]
1. „Samostatný“
2. „Klameš“
3. „Dvere“
4. „When I Can't Sleep“

## Skupina
- Gza – zpěv
- Wayo – basa
- Dodo – bicí
- Tomáš – kytara
- Fero – kytara